# Jukka Sipilä
Jukka Sipilä (12 de mayo de 1936-7 de agosto de 2004) fue un actor y director teatral y televisivo finlandés.

## Biografía
Su nombre completo era Jukka Ensio Sipilä, y nació en Kivijärvi, Finlandia. Sipilä estudió en la Facultad de Ciencias Sociales de la Universidad de Helsinki, cursando teatro en la Universidad de Tampere (1925-2018), y en la Academia de Teatro de la Universidad de las Artes de Helsinki, donde se graduó en 1965. Mientras estudiaba formó parte del teatro Ylioppilasteatteri entre 1958 y 1960 y de la emisora televisiva Tesvisio entre 1960 y 1964. Ya graduado, trabajó como director en la emisora de televisión Yle TV2, pasando en 1968 al teatro televisivo de  Yle TV1. 
En 1970 dirigió Aliisa, telefilm que su puso la última actuación frente a las cámaras de Siiri Angerkoski. Sin embargo, su trabajo de mayor entidad como director fue la serie televisiva Kukkivat roudan maat (1981), basada en las novelas de Eino Säisä. Sipilä recibió un total de tres premios estatales de cinematografía por su trabajo. En el año 1996 se le concedió la Medalla de Oro de la Confederación de Organizaciones Teatrales de Finlandia, y en 1999 el Premio Estatal de Periodismo.
Como actor, Sipilä hizo principalmente papeles de reparto cómicos. Hizo varias interpretaciones en películas de Mikko Niskanen y Jörn Donner, y actuó en las tres últimas cintas dirigidas por Risto Jarva. Fue protagonista en dos películas dirigidas por Matti Kuortti, Kiljusen herrasväki (1981) y Kiljusen herrasväen uudet seikkailut (1990). La serie televisiva Hukkaputki, en la cual actuaba, llegó a tener más de tres millones de espectadores.
Además de su trabajo televisivo y cinematográfico, también dirigió producciones radiofónicas y teatrales, dando igualmente clases en la Academia de Teatro de la Universidad de las Artes de Helsinki.
Jukka Sipilä falleció en Helsinki en el año 2004. Había estado casado con la actriz Helena Notkonen.

## Filmografía (selección)

### Director
- 1966 : Mona Lisan hymy (TV)
- 1970 : Aliisa (TV)
- 1972 : Hiekkakuningas (TV)
- 1973 : Kukunor (TV)
- 1975 : Kuolleista herännyt (TV)
- 1981 : Kukkivat roudan maat (TV)
- 1990 : Vihreäreppuinen mies (TV)
- 1992 : Korpirastas (TV)
- 1994 : Tuomas Murasen rikos (TV)
- 1996 : Päärooli (TV)

### Actor
- 1965 : Don Quijote ja Sancho Panza Jätkäsaaressa (TV)
- 1966 : Käpy selän alla
- 1967 : Lapualaismorsian
- 1968 : Täällä Pohjantähden alla
- 1969 : Leikkikalugangsteri
- 1969 : Sixtynine 69
- 1969 : Ystävykset
- 1970 : Naisenkuvia
- 1972 : Lampaansyöjät
- 1972 : Hellyys
- 1973 : Pohjantähti
- 1975 : Mies, joka ei osannut sanoa ei
- 1976 : Loma
- 1977 : Jäniksen vuosi
- 1979 : Ihmemies
- 1980 : Tullivapaa avioliitto
- 1981 : Kiljusen herrasväki
- 1982 : Kuningas jolla ei ollut sydäntä
- 1982 : Ramses ja unet
- 1983 : Agentti 000 ja kuoleman kurvit
- 1986 : Uuno Turhapuro muuttaa maalle
- 1990 : Kiljusen herrasväen uudet seikkailut
- 1991 : Vääpeli Körmy ja vetenalaiset vehkeet
- 1993 : Viimeiset siemenperunat (TV)
- 1993 : Onnellinen hääpäivä (TV)
- 1995 : Lipton Cockton in the Shadows of Sodoma
- 1999 : Pikkusisar
- 1999 : Pieni pala Jumalaa (TV)
- 2000 : Raid (TV)
- 2001 : Seitsemän (TV)
- 2001 : Kotikatu (TV)
- 2003 : Hovimäki (TV)
- 2003 : Pahat pojat

## Actor de voz
- 1937 : Snow White and the Seven Dwarfs, doblaje de 1962